# 秋山準
秋山 準（あきやま じゅん、本名：秋山 潤（読み同じ）、1969年10月9日 - ）は、日本の男性プロレスラー、YouTuber。DDTプロレスリング所属。血液型AB型。大阪府和泉市出身。
なお、プロレスリング・ノアに移籍以前の全日本プロレス時代はリングネーム「準」の下部にある「十」の右下に「、」をつけていた。
かつては対戦相手の負傷箇所を非情なまでに痛めつけるファイトスタイルから「氷の秋山」、「キラー秋山」等と呼ばれた。全日本、ノア時代には団体トップでありながら他団体マットにも積極的に参加していた。

## 来歴

### 幼少期
秋山は幼稚園児の頃、生家から自転車で行ける海岸から埋め立て地にかかっていた大きな鉄橋のアーチに上って降りられなくなって、海上警備員に見つかって親に怒られたことがある。小学生になっても秋山は友達を殴って母親と菓子折りを持って謝りに行き、後で家の前にあった桜の木に括り付けられるなど、秋山のやんちゃぶりは変わらなかった。小学生の頃から自衛隊の駐屯地で剣道を習い始め、勉強も「わりとやっていた」と文武両道の幼少期を過ごした。プロレスは、秋山の祖父が好きで一緒に大阪府立臨海スポーツセンターへ見に行っていた。時代的には1970年代後半であり、ジャンボ鶴田のファイトを見て面白かったという記憶があるが、この頃はプロレスラーになろうとは全く考えていなかった。秋山も、小学4年生頃までは顔を濡らすことさえも恐怖心を感じて頭を洗う時にシャンプーハットが必須であるほど水が苦手であったが、ある日叔父に流れるプールに無理やり連れて行かれてプールに落とされた時に案外水は平気であると感じ、いつの間にかプールに入ることが大好きになった。

### 学生時代
中学時代は、水泳部に所属していた。高校に進学してからも水泳を続けようと思っていたが、高石高校は水泳が盛んではなかったためレスリングを高校進学後から始めた。高校に進学したら柔道を行うつもりであったが、当時中学生だった友達3人と高石高校の柔道部の見学に行ったところ、なぜか顧問を務めていた白石俊次が柔道部ではなく、レスリング部の説明をしていた。秋山は入学後も最初は柔道部に入っていたが、徐々にレスリングの練習をやるようになり、最終的にレスリング一本に絞った。これについて秋山は、後に「たぶんレスリング部の部員が少なかったから、オレらを入れたかったんだろうね。特に重量級がいなくて、オレはでかかったからね」と話している。週休2日で放課後練習のみの柔道部と異なり、始業前、昼休み、放課後まで練習があり、休みは年3、4日しかないレスリング部で鍛えられた。フリースタイル81kg級でインターハイや国体に出場するなど、素質とセンスの高さを見せた。白石はまた、自身がプロレスラーになりたかったことから秋山に対してことあるごとにプロレス入りを勧めるなどしていた。
専修大学レスリング部時代（3年上の先輩に中西学がいる、柔道部の高阪剛は同級生で友人。）は1年時に全日本学生選手権で準優勝を果たす他、4年時にはレスリング部の主将も務めた。2年時には本田多聞、3年時には中西に敗北するなど後のプロレスにつながる物語ができていた。1年生時は4年生の中西と同部屋だったが、秋山は後のインタビューで「オレの部屋は中西先輩がすごく優しく気を使ってくれて、部屋にいやすくしてくれたから良かった。そんなに苦しさは感じなかったよね。中西先輩には世話になったよ。練習でもスパーリングパートナーだったし、オレはいまでも中西先輩に対して一切悪い気持ちはないからね。大学生活で1年生の頃が一番楽しかったって言えるぐらい」と語っている。大学4年になってもプロレス入りするという発想はなく、大阪にある会社から内定が出たため、そこでチームを作って社会人でもレスリングを続けようかと思っていた。

### 全日本プロレス
しばらくしてから秋山はバスの中で吊革にもたれかかり、疲れてうなだれるサラリーマンの姿を見て自分はああなれないと悟り、プロレスラーとして生きることを決意した。全日本プロレス入門へのきっかけとなったのはジャイアント馬場自らのスカウトによる。大学4年生時の7月のある日突然、当時専修大のレスリング部ヘッドコーチを務めていた松浪健四郎に「スーツを着て赤坂のキャピトル東急ホテルに来い」とだけ言われたとのことで、ホテルに馬場夫妻がいる事やスカウトの話である事はまったく知らなかったという。秋山自身がジャンボ鶴田のファンだったこと、あまり裕福でなかったにもかかわらず自身を大学に進学させてくれた親に金銭的な面で楽をさせたいという思いもあり、馬場本人からのスカウトに感動して全日本プロレスへ入門した。秋山が全日本プロレスへ入門することを知った専大OBの長州力は「何で秋山スカウトしなかったんだ?」と、同じく専大OBで当時新日本プロレスのスカウトも兼務していた馳浩に尋ね、「すいません、就職すると鈴木監督に聞いてました」と答えた所、「それはまともだ。口説き落とした馬場さんが凄い」と語っていた。
秋山は入門当初から「ジャンボ鶴田二世」として期待され、在学中の1992年2月3日に全日本プロレス入団会見に出席した。他の格闘技からの転向組を除く新人選手の会見が行われるのは、鶴田以来19年ぶりのことであった。入門してからの練習で一番きつかったのは受け身であり、技を受けてはいけない競技であるレスリングの出身者であった秋山にとって、何百本も受け身を取ることはダメージで息が詰まる程の負担であった。
1992年9月17日、秋山は後楽園ホールのセミファイナル（45分1本勝負）・小橋健太戦でデビューした。他の若手は地方でひっそりと初リングを踏むことがほとんどであった中、異例の厚遇であった。同年末の『'92世界最強タッグ決定リーグ戦』には病気療養中の鶴田の代役として出場を果たす（パートナーは田上明）。1993年1月にはエース候補の登竜門である七番勝負も組まれ、確実にトップ選手への階段を駆け足で登って行ったように見えたが、秋山の中では”2年目のスランプ”であった。ようやく「できる」と感じるようになったのは1995年1月のアジアタッグ奪取前後であった。同期の大森隆男や、三沢光晴とのタッグでタイトルを獲得し、また小橋とのタッグチーム「バーニング」で活躍するなど、団体の看板レスラーの一人に成長する。
王道プロレス時代の全日本に於いて、プロレス四天王と並ぶ五強と呼ばれた。

### プロレスリング・ノア

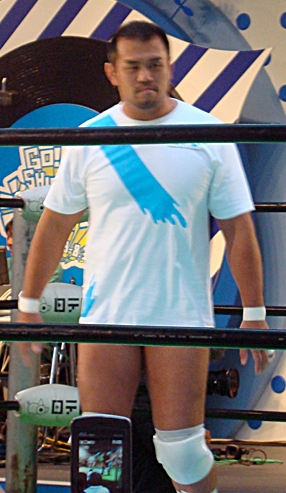
プロレスリング・ノア時代

2000年7月、秋山は全日本集団離脱からプロレスリング・ノアへ移籍。以前はイメージカラーのブルーのショートタイツを身に付けていたが、ノア移籍後は白主体へと一新した。三沢や小橋のパートナーという位置付けから独立し、若手を率いて「STERNNESS（スターネス）」を結成。旗揚げ戦初戦のメインで小橋とタッグを組み、1本目を三沢から、2本目を田上から取った。翌日のメインでの小橋とのシングルでも勝利を収める快挙を見せるなど、以降は団体の中心選手として活躍する。
2001年7月27日、日本武道館で三沢を破りGHCヘビー級王座を奪取。念願のシングル王座初戴冠を果たし3度防衛に成功する。2002年9月には齋藤彰俊とのタッグでGHCタッグ王座も獲得した。
全日本時代とは異なり、他団体との交流戦にも積極的に出場した。新日本プロレスの永田裕志と団体の垣根を越えた信頼関係を築き、2002年1月の新日本東京ドーム大会ではメインでGHCヘビー戦を行い、永田に勝利した。2003年には新日本のG1クライマックスに参戦し決勝戦に進出するも、天山広吉に敗れた。
2004年3月には、団体の管理する正式ベルトの名称である『GHC』を模した白GHC（グローバル・ハードコア・クラウン）ベルトを創設した。
2005年10月にはWRESTLE-1 GRAND PRIX 2005に出場し、2回戦でボブ・サップとの対戦が実現するが敗れる。
2006年1月22日、GHCヘビー級選手権者である田上を後頭部へのロージャンピングニーで下し、3年9か月ぶりにGHCヘビー級選手権者（第9代）へ返り咲いた。同年9月9日、丸藤正道に完璧首固めで敗れ（27分29秒）、王座から陥落した。秋山は試合前に菊地毅と負けたら前座に戻ると約束していたため、翌月のシリーズでは6年3か月ぶりに青タイツで登場した。
2008年7月、秋山は東京スポーツ紙上で、力皇猛が森嶋猛の保持するGHCヘビー級選手権に挑戦する際、タッグパートナーの力皇が勝てなければ坊主にすると公約してしまった（自分がうっかり言ってしまったことを記者によって記事にされてしまう）。結果力皇は王座獲得に失敗、8月のシリーズ開幕前に公約を守って坊主頭にした。
2009年3月、佐々木健介が保持していたGHCヘビー級王座に挑戦し勝利。約2年半ぶりに3度目の王座に返り咲いた。翌月、潮崎豪と防衛戦を行ない勝利する。5月17日には、KENTAと初のGHCシングル王者同士の一騎討ちを行い、"元祖"スターネスダストαを解禁して勝利した。
6月14日、ヘルニアのため同王座を返上、以降の大会を欠場すると発表された。同年12月23日の丸藤正道プロデュース興行（ディファ有明）において橋誠戦でリングに復帰。リストクラッチ式エクスプロイダーで勝利した。橋は同年末付でノアとの契約が満了しフリーとなっており、師匠でもある秋山からの花向けの師弟対決となった。
2010年3月 - 5月、ノア初のシングルリーグ戦となるグローバル・リーグ戦に出場。Aブロック1位となり、決勝戦で高山善廣とノアでは初のシングル対決を行うが、エベレストジャーマン・スープレックス・ホールドに敗れ準優勝となった。
2011年春にチャンピオン・カーニバルに出場。秋山にとって11年ぶりの全日の登場となった。また、ノアのグローバル・タッグ・リーグで斎藤彰俊とタッグを組んで優勝する。
9月、永田主催の「BLUE JUSTICE. 3 〜青義〜」のメインタイトルマッチで永田とタッグを組んで出場、試合中に永田と一緒に腕固めを仕掛けた際に白目を剥いて行い、観客を湧かせた。
10月23日、全日本両国大会にて諏訪魔をスターネスダストαで破り、全日本時代には獲得できなかった三冠ヘビー級王者となる。その後、生やしていた頭髪を剃り落とし、スキンヘッドとなった。
12月、プロレス大賞殊勲賞を受賞する。
2012年1月22日、斎藤とタッグを組んで新日本プロレスに流出したGHCヘビー級タッグベルトを奪還すべく、BAD INTENTIONSと対戦。これに勝利し、三冠とGHCタッグの四冠王者となる。
7月22日のノア初の両国国技館大会ではTNAのマグナス、サモア・ジョー組の挑戦に敗北。齋藤彰俊と共に保持していたGHCタッグのベルトを流出させてしまう。
三冠ベルトは大森、武藤敬司、太陽ケアの挑戦を退け4度の防衛を果たしたが、8月26日、船木誠勝に試合時間4分37秒で敗れて手放した。
12月、年内をもってノアとの専属契約満了退団が発表され、12月24日有明大会を最後に退団した。

### 全日本プロレス
2013年1月、決起集会を開き、小橋から「バーニング」を託され潮崎、金丸義信、鈴木鼓太郎、青木篤志を率いて再結成した。1月26日、全日本プロレス「2013新春シャイニング・シリーズ」の最終戦に5人で来場し、参戦を発表した。4月にはチャンピオン・カーニバルに優勝する。
7月5日、秋山を含むバーニングのメンバー5名が全日本プロレス入団を発表する。
2014年6月6日、新会社を設立し7月1日付けで社長に就任すると発表された。その後新会社の社名が「オールジャパン・プロレスリング株式会社」と決まり、代表取締役社長に就任し,
7月1日より全日本の運営を引き受けた。
2015年9月26日、曙を破り王道トーナメント優勝を果たす。
2016年5月4日、WRESTLE-1後楽園ホール大会に来場。武藤から8月11日のWRESTLE-1横浜文化体育館大会での対戦を要求され、受諾。
2017年8月27日、両国国技館で8人タッグマッチを行う。大森、岩本煌史、田中稔とのタッグでジョー・ドーリング、ゼウス、ボディガー、鼓太郎とのタッグと対戦。大森がアックスボンバーでボディガーを仕留めて勝利。このカードについて秋山は、「ごった煮感が否めない」と言いつつ、だからこそ何か新しいものが生まれるかもしれないとの期待もあった。しかし、試合が始まると岩本が鈴木にケンカ腰で向かい、試合が終わっても突っかかって来る岩本に対して秋山は、「いいよ、サシでやってやる。受けるか受けないか、あのガキ次第だよ」と新たな火種が生まれた。
2018年に入り、盟友の大森、前年にプロレス大賞新人賞を受賞した青柳と主力選手が次々に負傷欠場した。これを受け一度は「引退」したチャンピオンカーニバル復帰を決意、自身のツイッターで「約束破っていいですか?」とつぶやき、2年ぶりにチャンピオンカーニバルにエントリーされた。
9月17日、後楽園ホールで開催された王道トーナメント1回戦で、ジェイク・リーに敗れた際に負傷。「左橈骨頸部骨折」と診断され、21日以降のこのシーズンを欠場することが発表された。
2019年7月8日付けで社長職を退任。秋山の後任として、オーナーとして携わってきた福田剛紀が新社長に就任した。秋山は取締役に留まりつつも団体初のゼネラルマネージャーに就任し、現場に専念することとなった。
2020年1月16日のプロレス大賞授賞式の出席をもって取締役ゼネラルマネージャーを退任し、肩書きのない所属選手に戻ったことを明かしている。
3月2日、WWEパフォーマンスセンターのゲストコーチとして秋山が招聘されたことが発表された。期間は5月12日から22日まで。しかしながら、新型コロナウイルスの感染拡大により中止となった。

### DDTプロレスリングへレンタル移籍
5月9日、DDTプロレスリングのゲストコーチに就任。
6月27日にリングでの存在感、指導力を評価され、DDT新宿FACE大会において年末までの予定でDDTにレンタル移籍することが正式発表された。大石真翔、渡瀬瑞基、岡谷英樹とユニット秋山軍（仮）結成。後にユニット名を「準烈」とする。
8月15日、青木篤志メモリアル興行として全日本プロレスに参加。これが秋山の全日本プロレス所属として最後の出場となった。
11月～12月に開催されたD王 GRAND PRIX2021にて優勝。

### フリー - DDTプロレスリング
12月31日付をもって全日本プロレスとの選手契約が終了し、2021年1月からは引き続きDDTにはコーチならびにフリーランスとしてレギュラー参戦している。
2021年2月12日、プロレスリングNOAH武道館大会にて丸藤とタッグを組み参戦。
2月14日、DDTカルッツかわさき大会にて遠藤哲哉の保持するKO-D無差別級王座に挑戦し勝利、同王座を初挑戦初戴冠する。
2月15日、DDTへの正式入団及び同団体のヘッドコーチ就任を発表。
3月28日、樋口和貞を破り王座初防衛に成功。その後、男色ディーノ、HARASHIMAから防衛を果たすも、8月21日の川崎大会で竹下幸之介に敗れ手放した。
10月12日、チーム・オリンピアン（谷津嘉章・彰人・大和ヒロシ・中村圭吾）の持つKO-D8人タッグ王座に挑み敗戦、準烈を解散する。12月7日、遠藤哲哉が新たに結成するバーニング（第4次）に参謀役として参加。
2022年8月20日、キャリア初のミックスドマッチで赤井沙希と組み、クリス・ブルックス&朱崇花と対戦。合体技を決めるなど好連携を見せ勝利した。
12月4日、DDT後楽園ホール大会で王者ジョーイ・ジャネラからの指名を受けDDT EXTREME王座に挑戦。キャリア初のTLC戦を戦い抜き王座を奪取。その後もスーパー・ササダンゴ・マシン、アントーニオ本多、彰人と挑戦者側からの変則ルールを受けて防衛を続ける。

## 入場曲
- 初代 :  U. S. FINAL BATTLE（日本テレビ系の番組「第16回アメリカ横断ウルトラクイズ」のニューヨーク決勝戦で使用された曲。作曲：大谷幸） … デビュー（1992年） -
- 2代目 : SHADOW EXPLOSION … 1996年頃 -
- 3代目 : STERNNESS … 2001年10月6日 -
- 4代目 : FINAL EXPLODER（鈴木修） … 2022年11月18日 -

長年使い続けた「SHADOW EXPLOSION」を変えたとき、「大会場に映える曲」と発言していた。実際にこの2日後の10月8日に新日本プロレス東京ドーム大会に出場している。2014年以降は「SHADOW EXPLOSION（ヴォーカル入り）」と「STERNNESS」を使い分けている。
DDTにレンタル移籍後は「『SHADOW EXPLOSION』って一番気合入ってた時なんですよ。落ち着いてきて『STERNNESS』に変えたけど、『SHADOW EXPLOSION』って一番カッカカッカ前に出ていた曲なんで、じゃあそれでいこうと。」 という理由で「SHADOW EXPLOSION」を使用。2021年のNOAHへのスポット参戦、及びDDTでも2022年より再び「STERNNESS」を使用。

## 得意技

### フィニッシュ・ホールド
エクスプロイダー
秋山が開発し、現在は多くのレスラーに使用されている技。相手と向かい合い、右手を左肩口へ回しながら左手を右太腿の外から股に差し入れ、後方へ反り投げる変形の裏投げ。素早く仕掛けられる為走りこんでくる相手へのカウンター技としても用いることができ、また角度を調節することも可能な使い勝手の良い技である。受身の天才でもある三沢をして、「秋山のスープレックス（エクスプロイダー）は通常とは違い横向きに投げられるので受身が取りづらい。はっきり言ってやっかいだよ。」と言わしめたほどである。初期は右手の添え先が相手の右肩になるなど投げ方が安定せず、三沢のコメント通り相手の身体が横向きになることが多かったが、徐々に改良され、現在のように縦に投げるようになった。
バリエーションとして断崖式・雪崩式が存在するが、危険すぎるため一時期封印していた（雪崩式を食らった三沢は首に重傷を負った。）。断崖式が出されたのは2004年東京ドームにおける小橋戦、2007年武道館でのモハメド・ヨネ戦の2回。ただし小橋にはコーナートップからの断崖式という危険なシチュエーションで繰り出している。
新日本プロレスの飯塚高史がヒールターン前に得意としていたブリザード・スープレックスとはロックの仕方が左右逆。雑誌のインタビューで秋山は、左手を相手太腿のどこへ添えるかで角度を調整していると話している。
リストクラッチエクスプロイダー
現在の主なフィニッシャー。股下を通した左手で相手の左腕を掴み、受身が取れない状態で後方に反り投げる。相手の股下を通したリストクラッチにすることで、相手は急角度のフロント・スープレックスのような角度で脳天から後頭部を前に突っ込むよう鋭角的に叩き付けられるため、技の威力が非常に高い。以前までならこの技が決まれば試合はお終いとなっていたが、最近ではカバーに入る際に片エビ固めではなく体固めの体勢で押さえ込むため、キックアウトする相手も出てきている。（以前は渾身の力で片エビ固め（3つ目のカウントが入るときにはほぼエビ固め）で押さえ込んでいたため、返されることは皆無だった。）
変形リストクラッチ・エクスプロイダー
リストクラッチしてのフィッシャーマンズ・スープレックス。後述のスターネス・ダストγと似た技であるが、垂直落下式のバスターではなく、自身もブリッジで反り返るスープレックス系の技であるという点で異なる。2007年1月での潮崎に対して初めて繰り出し、その後も度々使用されている。
スターネスダストα
リストクラッチしてのフィッシャーマンズ・バスター。志賀が長期欠場する一因となった技である。このことを秋山は非常に後悔しており、半封印状態となっていた時期もあった。
変形スターネスダストα
スターネスダストαの形で持ち上げ、開脚して尻餅をつきながら、みちのくドライバーIIのように相手を垂直に落とす。初出は2009年3月のGHCヘビー級選手権。近年の王座戦はこの技で決めることが多く、一度もキックアウトされたことがない。
スターネスダストγ
αと同じくリストクラッチ・フィッシャーマンズ・バスター。αはリストクラッチ・バーニングハンマーに似た落とし方だが、この技はクラッチだけはリストクラッチで、普通のフィッシャーマンズ・バスターの落とし方で落とす。最近ではこの落とし方が多いが、因みに秋山がこの技を実際に使ったのは一度だけで、試合結果にはスターネスダストαと表示されている。
フロントネックロック
完全に極まると逃げ出すことがほぼ不可能である。相手のスタミナを削ぐ繋ぎ技としても使われる。三沢の話によると「打開する方法は無い」とのことだが、小橋と中西学が共に力ずくで返したことがある。小橋は両腕で踏ん張って首を抜くことができたが、これは秋山が小橋の右腕をクラッチできないまま技へ移行したからである。一方の中西は技が完全に決まった状態から秋山の体を持ち上げて立ち上がり、秋山を後方に投げ捨てた。スタンディングの状態（胴締めを伴わない）で繰り出すこともある。
ジャンピングニーバット
相手に走りこんで飛び膝を相手の顔面・首筋に当てる技。これを出した際に当時日本テレビの実況アナウンサーの若林健治が「ジャンボ鶴田直伝!」と叫ぶのはお約束と化していた。秋山もそれを誇りにしており、「一番思い入れのある技は何ですか?」という雑誌のインタビューに自身のオリジナル技ではなく、ジャンピングニーを選んでいる。なお、上半身を真っ直ぐに立て垂直に飛び上がり、膝から脛付近を『面』で当てる鶴田のそれと比べると、胸を反らし腰から下を前方に突き出し膝頭を『点』で当てる。低空式で放ったり、後頭部へも放つことがある。
ランニングニーバット
相手に走りこんでジャンプせず、そのまま膝を相手の顔面と首筋に当てる。ハーフダウン状態の相手によく放ち、連発型で使うことや仕掛ける前に膝当てをずらしながらむき出しの膝を当てることも多い。

### 打撃技
エルボー
エルボースタンプ
逆水平チョップ
チョップスマッシュ
張り手
ドロップキック
フロントハイキック
通常、カウンター等を使用。
ニーリフト
秋山のニーリフトは通常、カウンター、ランニング式を使用する。
ラリアット
延髄斬り
エルボードロップ
ニードロップ

### 投げ技
ブルーサンダー
抱え式バックドロップ、アトミック・ドロップの体勢で相手を担ぎ上げて相手を水平に180度旋回させながらジャンプして自ら、開脚してジャンピング・パワーボムの形で尻餅を着くように着地し、相手を背中からマットへ叩きつける技。
全日本時代初期の秋山のフィニッシュ・ホールドで、当時の秋山のコスチュームのカラーから名付けられた。その後、橋が「ゴリサンダー」の名称で受け継いだ。
ドラゴンスクリュー
相手の足を捕えて回転し、膝にダメージを与える技。過去にはエプロンから断崖式で放ったこともある。
ゴッチ式パイルドライバー
秋山が全日本時代（ノア移籍以前）に多用していた技。通常のゴッチ式とは違い、相手の顔が自分の方を向いた形（ツームストーン・パイルドライバー）で繰り出すのが特徴。
ノーザンライトスープレックス
秋山の専大の先輩でもある馳が開発した変形のフロントスープレックス。串刺しエルボーからのロコモーション式で放つパターンも多い。新人時代、エクスプロイダーを決め技にするまでの期間にフィニッシュ技としていた。最近はあまり使用しない。
DDT
ダブルアームDDT
秋山は1990年代後半頃、インプラントDDTのように持ち上げて垂直に落とす形で使用した。
ブレーンバスター
垂直落下式ブレーンバスター
雪崩式ブレーンバスター
ジャーマンスープレックス
バックドロップ

### 関節技、締め技
ナガタロックII
秋山のライバル、新日本の永田が得意技とするグラウンド式腕極め顔面絞め。2001年10月8日の新日本東京ドーム大会において永田とタッグ結成が決定した際、合同公開練習中に永田から直接伝授した。一方、秋山は代わりに自らの必殺技であるエクスプロイダーのコツを永田に教授した。
ネックアンドアームブリッジ
別名「橋いじめ」、「橋殺し」。相手の片腕を取りテコの応用で相手の首を絞り上げる。健介が使うストラングホールドαと同種のダメージを与える技だが、ネックアンドアームブリッジの場合は技をかけている側は腕ひしぎ逆十字固めのような仰向け状態である。名称にあるブリッジは技を開発した際に実験台となった橋誠選手に由来。
タラバガニロック
フロントネックロックの発展系。まず、足を監獄固めで捕らえてからフロントスリーパーに移行する。足の自由が奪われるためか、フロントネックロック以上に身動きが取れない。なお、名前の由来は小橋の秘密特訓にかけられたもの。

## タイトル歴
全日本プロレス
- 第44代・第53代三冠ヘビー級王座
- 第15代GAORA TV王座
- 世界タッグ王座
  - 第29代（パートナーは三沢光晴）
  - 第36代・第40代（パートナーは小橋建太）
  - 第65代（パートナーは潮崎豪）
  - 第68代・第78代（パートナーは大森隆男）
- アジアタッグ王座
  - 第62代（パートナーは大森隆男）
  - 第93代（パートナーは金丸義信）
  - 第104代（パートナーは永田裕志）
  - 第120代（パートナーは鈴木鼓太郎）
- 1994年あすなろ杯争奪リーグ戦優勝
- 2013年チャンピオン・カーニバル優勝
- 2015年王道トーナメント優勝
- 世界最強タッグ決定リーグ戦優勝
  - 1998年・1999年（パートナーは小橋建太）
  - 2014年（パートナーは大森隆男）

プロレスリング・ノア
- 第2代・第9代・第14代GHCヘビー級王座
- 初代GHC無差別級王座
- GHCタッグ王座
  - 第5代・第23代（パートナーは齋藤彰俊）
  - 第14代（パートナーは力皇猛）
- 2011年グローバル・タッグ・リーグ戦優勝（パートナーは齋藤彰俊）

DDTプロレスリング
- 第76代KO-D無差別級王座
- 第56代DDT EXTREME王座
- 第53代KO-D6人タッグ王座 （パートナーは大石真翔&男色ディーノ）
- 第1001代・第1003代・第1005代、第1633代アイアンマンヘビーメタル級王座
- 2021年D王 GRAND PRIX優勝

プロレス大賞
- 新人賞（1992年）
- 敢闘賞（1998年）
- 殊勲賞（2000年）
- 殊勲賞（2001年）
- 最優秀タッグチーム賞： バーニング 小橋建太&秋山準（1999年）
- 技能賞（2003年）
- 年間最高試合賞：（ベストバウト）： 小橋建太 x 秋山準（7月10日/NOAH・東京ドーム：GHCヘビー級選手権）（2004年）
- 年間最高試合賞（ベストバウト）：三沢光晴&秋山準x小橋建太&高山善廣（12月2日/NOAH·日本武道館：小橋建太復帰戦。この試合で小橋が放った逆水平チョップは217発）ダブル受賞（2007年）
- 殊勲賞（2011年）

## 人柄

### 他のプロレスラーとの関係
ジャイアント馬場との関係
新人の頃、馬場にシャツの裾が出ていることを注意され、一度裾をズボンに入れるがすぐに「馬場さん、やっぱりこっちの方が良いです」と言ってまた裾を外へ出した。全日本において絶対的存在であった馬場へ口答えした秋山を見て他の選手は慌てふためいたものの、「コイツは大物になる」と感じた馬場は「最近の若者はよく判らん」と言いながら笑って許した（馬場の教えから、現在もノアの選手の多くがシャツの裾をズボンに入れている）。
秋山を正統派のベビーフェイスに育てたかった馬場は「ストンピングのような下品なことはするな」と指導したが、秋山は試合中に使っていた。
小橋建太との関係
鳴り物入りで入団した秋山も、新弟子時代は厳しすぎる練習の日々と先輩からの嫉妬の目で心身とも参っていた。その時「何かあったら俺が相談に乗るよ」と言ってくれたのが他ならぬ小橋である。「人生で一番つらい時期」を助けてくれた小橋との歴史はここから始まる。小橋相手のデビュー戦は「何も出来なかった」と後に述懐しており、完全に小橋に引っ張ってもらった試合であったと語る。数年後、その小橋と「BURNING」を結成し、三沢・小川良成組の「アンタッチャブル」、川田利明・田上組の「聖鬼軍」、そして高山・大森組の「ノーフィアー」と激戦を繰り広げ、世界タッグ王者のベルトも巻いた。
しかし、2000年2月に下克上を掲げて反旗を翻し、NOAHの旗揚げ戦、有明決戦と経て、最大のライバル関係となった。「小橋さんが居るからNOAHは最高」や、「僕がNOAHを辞める時は小橋さんが辞める時」、そして三沢光晴を破って初めてGHCを戴冠した時に長期離脱中だった小橋のために「小橋さんが戻ってくるまで巻いている」等の発言から分かるように秋山は心から小橋を尊敬しており、秋山のプロレス人生には常に小橋が存在していた。
2度目のGHCを奪取した時もベルトを腰に巻かなかった。理由として「小橋さんに勝つまでは巻かない」と、秋山の中ではたとえベルトを持っていたとしても、最強の人は小橋であると考えている。
川田利明との関係
川田をあまり好きではなかったと公言しており、「全日本時代、川田さんのことは本当に嫌いだった。でも、自分がプロレスラーとして強くなれたのは、川田さんに叩きのめされ続けてきたから」と、多くのインタビューで語っている。なお、対四天王シングル戦では唯一、川田にだけ未勝利であるため、川田に勝つことが出来れば四天王越えが達成される。その件についてプロレス誌に「四天王で唯一シングルで勝ってない選手がいますが？」と質問されて「わかりますよ。川田さんでしょ」と即答している。
大森隆男との関係
大森は同い年（誕生日も一週間違い）でデビューも一ヶ月違いと、唯一の同期と呼べる存在である。大森とのコンビで、アジアタッグ王座12回連続防衛（力道山&豊登組に並ぶ歴代2位タイ）の記録を残すが、秋山は同期とのタッグであり先輩が試合の組み立て方を教えてくれる訳ではない中で「自分たちでやらないといけない」という意識が芽生えたが、一方で世界タッグの王者組であった時よりもタッグとして確立した印象があると大森は後に答えている。早くからトップグループに入った秋山に対し、大森はなかなか芽が出なかった。その後、大森は高山善廣とのタッグ「ノーフィアー」でブレイクし、シングルでも2000年のチャンピオン・カーニバルにてわずか7秒で秋山を下す（後述）。しかし、2003年に大森がノアを飛び出す形で退団。秋山は直後の試合でアックスボンバーを出すと、「くされアックスボンバー!」と絶叫し、怒りを露わにしていた。
その後、紆余曲折を経て大森は全日本プロレスに再入団。2012年にはノア所属の三冠王者・秋山に、全日所属の大森が挑戦するタイトルマッチが実現した。さらに翌年には、秋山も全日に再入団。「GET WILD」で再度ブレイクを果たしながらも、征矢学の退団によりパートナー不在となっていた大森に救いの手を差し伸べ、「ワイルド・バーニング」を結成。世界タッグ王座の獲得や、2014年世界最強タッグ決定リーグ戦での優勝を果たす。全日再入団後は、大森を立てる発言も残すなど、関係も円満になった。
KENTAとの関係
尊敬する小橋をめぐって、KENTAとは犬猿の仲であり、試合でタッグを組むことは無い上、対戦となるとKENTAは、感情を剥き出しにして秋山に攻めかかり、秋山も冷徹非情にKENTAを痛めつける。KENTAは秋山のことを『秋山氏』、『白パン』と呼ぶほど両者の溝は大きいが、秋山自身は雑誌インタビューで「丸藤正道とKENTAはどちらが将来性があるか」と尋ねられた際、「身体を張って頑張っているのだからKENTAの方が将来性がある」と認めており、GHC防衛戦の際も「ジュニアが身体張って頑張っているのだから」と認める発言を最近は繰り返している。
諏訪魔との関係
全日本プロレス社長時代の2017年には諏訪魔の電流爆破デスマッチ出撃を認めなかったが、2023年に9月9日の大田区大会では自身が大仁田厚と電流爆破デスマッチを行うことになった。秋山の考えがブレている様子に諏訪魔は怒り心頭で、同年9月8日に償いの場として全日本プロレスの代々木大会に来いと挑戦状を叩き付け、さらに「プロレスなんてしねぇよ」と意味深な挑発を行った。

### 不覚
普段は冷静沈着な試合運びをみせるが、ビッグマッチでは短期決戦に終わった試合や、一瞬の隙を突かれて敗れた試合が幾度かある。
- 全日本時代の2000年のチャンピオン・カーニバルでは、1か月前にシングルで三沢超えを果たし優勝候補に上げられていたが、トーナメント1回戦大森隆男戦で開始直後にアックス・ボンバーを喰らい、わずか7秒（ゴングが鳴る前を含めると約30秒）でフォールを奪われ敗退した。
- 第2代GHCヘビー級王者時代の2002年4月7日、4回目の防衛戦となった有明コロシアムの小川良成戦では、「5分以内に片付ける」と小川を挑発していたが、逆に4分20秒・変形首固めによって丸め込まれて3カウントを奪われ、ベルトを失った。
- 2度目のGHCヘビー級王者時代の2006年9月9日、3度目の防衛戦となった日本武道館の丸藤正道戦ではまだ余力は残っていたが、一瞬のスキをつかれた完璧首固めで、丸藤にGHCを奪取された。
- 2011年11月8日の第2回グローバル・リーグ戦（後楽園）における金丸戦では、NO MERCY・平柳玄藩の介入もあって5分14秒リングアウト負けを喫した。
- 2012年8月26日、船木誠勝との三冠ヘビー防衛戦で、試合開始から船木の得意とする打撃戦に臨むも、4分37秒ハイブリッド・ブラスターに破れる。
- 一方、2006年1月8日、田上明とのGHCヘビー級選手権試合の前哨戦では、開始早々のエクスプロイダー・ジャンピングニーからのエビ固めで、田上から0分12秒でフォール勝ちした。なお、この試合は田上の要求によって特別再試合となり、秋山が勝った試合を通常通りの第8試合、志賀賢太郎が勝った再試合を追加試合の第9試合とされた。

### 体調
- ノア旗揚げ頃から、小橋の長期離脱や団体を引っ張らなければならない責任感などのストレスで自律神経失調症に悩まされるが、必死の努力で克服した。
- 2009年2月13日、NOAHが帝京平成大学と提携し講師として活動を行う発表の際、自身が27歳からパニック障害を患っていることを公表し、有用な克服法などを学生らと模索すると述べた。
- 三沢が急逝した2009年6月13日の広島大会で椎間板ヘルニアを患い、GHCヘビー王座を返上するなど、40歳代を前後にコンディション不良に苦しんできたが、その後は2011年の三冠ヘビー級獲得などタイトル戦線に復帰している。近年は盟友永田裕志が唱える「アンチエイジング」に共鳴している。
- 2012年をもってノアを退団。『休養のため試合に出ないとなると会社に迷惑がかかる。』と退団理由の1つに挙げている。

### プライベート
- リング上の厳しい戦いからは想像も出来ないが「買い与えられるものは全て買い与えてやりたい」というほどの子煩悩である。また大変な動物好きで犬1匹と猫5匹を飼っており、『どうぶつ奇想天外!』にも出演したことがある。
- 2005年4月1日、自身が社長を務める会社「有限会社アキヤマ・インターナショナル・コミュニケーション」を立ち上げ、9月からは「+波動水」という天然水の販売を行った。その後、2009年6月29日より商品名を「みんなの潤水」へ変更し販売[23]。販売は2014年いっぱいをもって終了[24] し、会社の公式サイトも2015年には閉鎖された。
- 自身のブログ「秋山社長の徒然日記」では闘病中の小橋建太の経過を伝えるレポーターも兼ねていた。秋山の弟子でありいじられ役である橋誠や、秋山の家族、先輩である泉田純至、川畑輝鎮らと並んで小橋のエピソードが登場することが非常に多い。また、最近では秋山自身が薄毛を気にしていることもネタにしている。
- 2004年からは「週刊プロレス」（ベースボール・マガジン社）でコラム「NOAHがわかる、NOAHがかわる」を連載（当初は毎週だったが、2005年から隔週となる）。ノア所属選手の裏話や次期シリーズの見所などを紹介していたが、2006年からはタイトルを「クロブタノート」と変更、泉田を主役としながらも秋山も「ブタ番」として、ノア番（ノア担当の番記者）とのトークや泉田のお見合い企画に参加した。「クロブタノート」が5回で終了した後は「NOAHがわかる、NOAHがかわる」が復活した。しかし77回で終了することを予告しており、その通りに終了した（秋山はコラム内で「次回からは爽やかなコラムが始まります」と予告しており、DRAGON GATE所属のCIMAが後を引き継いでいる）。
- 2006年3月に日本公開された映画「力道山」では、遠藤幸吉役を演じた。

## 書籍
- 『巨星を継ぐもの』（2018年3月28日、徳間書店）ISBN 978-4-19-864593-9
  - 秋山著となっているが、実際にはフリーライターの原彬によるインタビューで構成
- 『覚悟を決めると楽になる』（北井孝英著、2020年8月13日、知道出版）ISBN 978-4-88664-330-8）
  - 北井孝英、小橋建太、友野英俊との座談会に参加

## 出演

### 配信映画
- Broken Rage（2025年配信予定、Amazon Prime Video）[25]